# Вулиця Заміська (Тернопіль)
Вулиця Заміська — одна з вулиць міста Тернополя.

## Відомості
Розпочинається неподалік вулиці Євгена Коновальця, пролягає на захід до вулиці Лемківської, де і закінчується. 

## Дотичні вулиці
Полковника УПА Омеляна Польового, Гуцульська